# 통일을실천하는사람들
사단법인 통일을실천하는사람들(Action of Korea United, 이하 통일천사)은 전국 800여개 시민사회단체의 연대조직으로 모든 국민이 통일한반도의 비전과 꿈을 공유하고 다가오는 통일시대를 생활형 통일운동을 통해 범국민적으로 준비하기 위해 이념과 체제의 장벽을 극복하고 한민족의 건국 정신인 홍익인간을 바탕으로 공존공영의 문화를 확산하고자 2012년 7월 창립된 통일운동 단체이다.

## 연혁
- 2012년 5월 : '통일기부서약 범국민 캠페인 발대식' 및 기념포럼
- 2012년 7월 : 통일을실천하는사람들 창립총회